# Panama na Letnich Igrzyskach Olimpijskich 1976
Panamę na Letnich Igrzyskach Olimpijskich 1976 reprezentowało ośmiu zawodników. Był to 8. start reprezentacji Panamy na Letnich Igrzyskach Olimpijskich.

## Skład kadry

### Judo
Mężczyźni
- Jorge Comrie - waga półciężka - 12. miejsce

### Lekkoatletyka
Mężczyźni
- Guy Abrahams

100 metrów - 5. miejsce
200 metrów - odpadł w półfinałach

### Pływanie
Mężczyźni
- Gianni Versari

100 metrów st. dowolnym - odpadł w eliminacjach
200 metrów st. dowolnym - odpadł w eliminacjach
- Carlos González

100 metrów st. motylkowym - odpadł w eliminacjach
200 metrów st. motylkowym - odpadł w eliminacjach
Kobiety
- Georgina Osorio

100 metrów st. dowolnym - odpadła w eliminacjach
200 metrów st. dowolnym - odpadła w eliminacjach
400 metrów st. dowolnym - odpadła w eliminacjach

### Podnoszenie ciężarów
Mężczyźni
- Narcisco Orán - waga musza - 12. miejsce
- Pablo Justiniani - waga lekkociężka - 11. miejsce

### Zapasy
Mężczyźni
- Segundo Olmedo - waga lekka, styl wolny - niesklasyfikowany